# Сосновая (гора)
Сосно́вая, или Григо́рьевская со́пка, — гора на Северном Урале, в девяти километрах к северо-северо-западу от города Волчанска Свердловской области России. Гора расположена возле посёлка Вьюжного, на левом берегу реки Григорьевки. Популярный туристический объект. 
Скальные выходы на вершине Сосновой горы являются геологическим, геоморфологическим и ботаническим памятником природы регионального значения.
Сосновая гора расположена на границе Уральской горно-равнинной страны и Западно-Сибирской низменности. Её высота составляет 384,6 метра. Гора имеет оригинальные выходы горных пород несколькими грядами высотой до 25 метров. Покрыта берёзово-сосновым лесом.
Постановлением Правительства Свердловской области от 17 января 2001 года № 41-ПП памятник природы включён в перечень особо охраняемых природных территорий Свердловской области. Этим же правовым актом охрана территории объекта возложена на Карпинское лесничество. Площадь охраняемой территории — 639 га.